# إلين درو
إلين درو (بالإنجليزية: Ellen Drew) ممثلة سينمائية أمريكية، ولدت في نوفمبر من العام 1915 في كانساس سيتي

## وصلات خارجية
- إلين درو على موقع IMDb (الإنجليزية)
- إلين درو على موقع ألو سيني (الفرنسية)
- إلين درو على موقع أول موفي (الإنجليزية)
- إلين درو على موقع قاعدة بيانات الأفلام السويدية (السويدية)
- إلين درو على موقع إن إن دي بي (الإنجليزية)
- إلين درو على موقع قاعدة بيانات الفيلم (الإنجليزية)
- إلين درو على موقع كينوبويسك (الروسية)